# گایشتال
گایشتال (به آلمانی: Geistthal) یک منطقهٔ مسکونی در اتریش است که در ویتسبرگ واقع شده‌است. گایشتال ۳۶٫۳۵ کیلومتر مربع مساحت دارد ۵۸۲ متر بالاتر از سطح دریا واقع شده‌است.